# Thrillville: Off the Rails
Thrillville: Off the Rails é um jogo de simulação de parques temáticos desenvolvido pela Frontier Developments e publicado pela LucasArts. É a continuação do jogo Thrillville de 2006. O jogo foi lançado mundialmente em outubro de 2007. A DC Studios desenvolveu a versão para a Nintendo DS, que é um jogo completamente diferente.
A versão Xbox 360 de Thrillville: Off the Rails foi tornada compatível com versões anteriores na Xbox One e na Xbox Series X/S em 15 de novembro de 2021.
A versão do jogo para PlayStation Portable foi disponibilizada na PlayStation Store para PlayStation 4 e PlayStation 5 em 19 de dezembro de 2023.

## Enredo
O tio do jogador, Mortimer (Brian Greene), felicita-o por ter feito de Thrillville um dos melhores parques temáticos do mundo e por ter livrado a Globo-Joy da concorrência no primeiro jogo. No entanto, avisa o jogador que a Globo-Joy e Vernon Garrison podem tentar vingar-se. Mais tarde, é revelado que cada um dos parques foi sabotado pela Globo-Joy e por Garrison, com a Globo-Joy a manipular os críticos para darem más críticas ao Thrillville Stunts, a invadir o Thrillville Otherworlds com os seus próprios robôs que podem entrar nas atracções de graça, a hipnotizar os visitantes para agirem de forma estranha no Thrillville Giant e a usar empregados descontentes para sabotar o Thrillville Explorer. Mais tarde, também se torna evidente que um espião da Globo-Joy trabalhou para Thrillville e está a roubar as ideias do parque para a Globo-Joy. Depois de alguma investigação, o jogador descobre que o espião é na realidade Vernon Garrison Jr., o filho do presidente da Globo-Joy que finge ser um convidado chamado Tim Twinklefingers. Depois de derrotar Garrison Jr. numa ronda de Robo KO (um minijogo de luta com dois robôs que lutam entre si), é despedido e afastado de Thrillville e é mandado para casa, embora jure vingança.

## Jogabilidade
Tal como o jogo original, Thrillville: Off The Rails é um jogo de estratégia e simulação sobre ser o gestor de todos os parques temáticos de Thrillville. O jogo permite a colocação e eliminação de atracções e edifícios, tais como pistas planas, barracas de comida e bebida, casas de banho, jogos, e também contém vários minijogos para jogar tanto no parque como no modo “Party Play” do jogo, juntamente com a edição e a possibilidade de os jogadores andarem nas suas próprias montanhas-russas dentro de cada um dos parques temáticos de Thrillville.